# NGC 6937
NGC 6937 (również PGC 65125) – galaktyka spiralna z poprzeczką (SBc), znajdująca się w gwiazdozbiorze Indianina. Odkrył ją John Herschel 8 lipca 1834 roku.